# Harrison Fisher
Harrison Fisher (27. července 1875/1877 – 19. ledna 1934) byl americký ilustrátor a malíř.

## Životopis
Narodil se v Brooklynu v New Yorku. Kreslení se začal věnovat již v raném věku. Jeho otec i dědeček byli umělci. Většinu mládí strávil v San Franciscu, kde vystudoval v San Francisco Art Association.
V roce 1898 se přestěhoval zpět do New Yorku a začal pracovat jako ilustrátor novin a časopisů. Pracoval pro San Francisco Call a San Francisco Examiner. Proslavil se zejména kresbami žen, které mu získaly uznání. Přirovnáván byl k Charlesovi Dany Gibsonovi.
Spolu s kolegy Howardem Chandlerem Christym a Neysou McMeinovou tvořil porotu soutěže „Fame and Fortune“ časopisu Motion Picture Classic. V soutěži byla objevena budoucí herečka Claru Bowová.
Jeho ilustrace se pravidelně objevovaly na obálkách časopisu Cosmopolitan. Pro časopis pracoval od počátku devadesátých let až do své smrti.
Zemřel 19. ledna roku 1934.

## Dílo

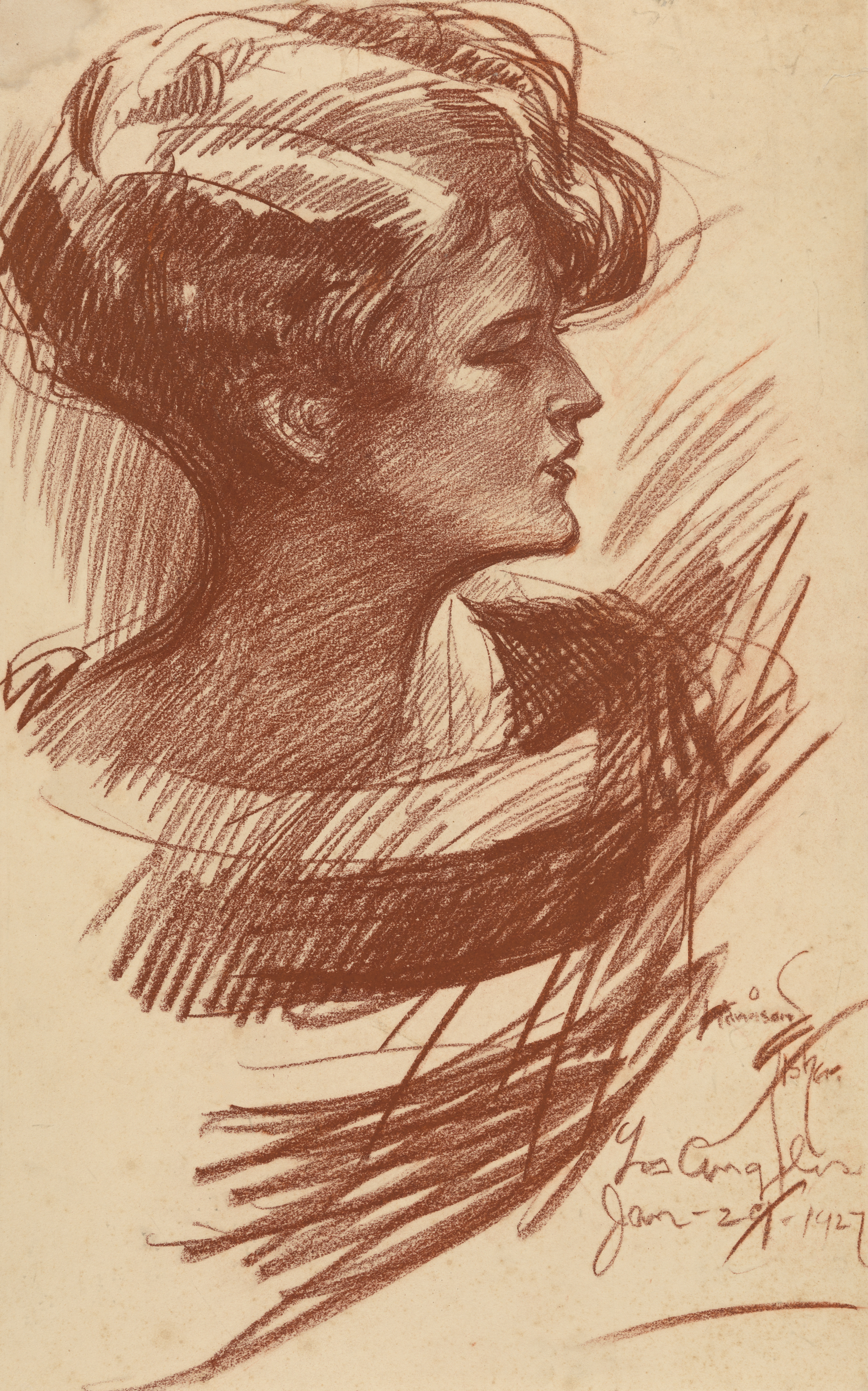
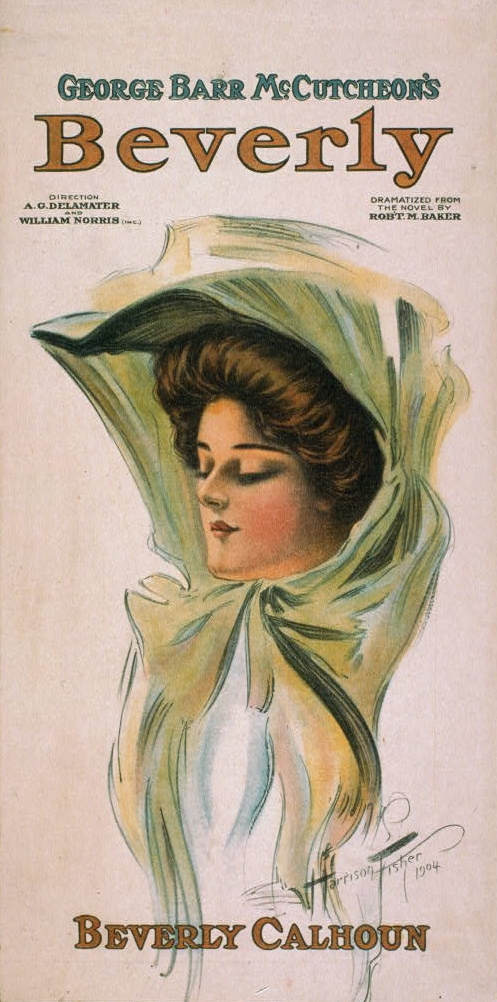
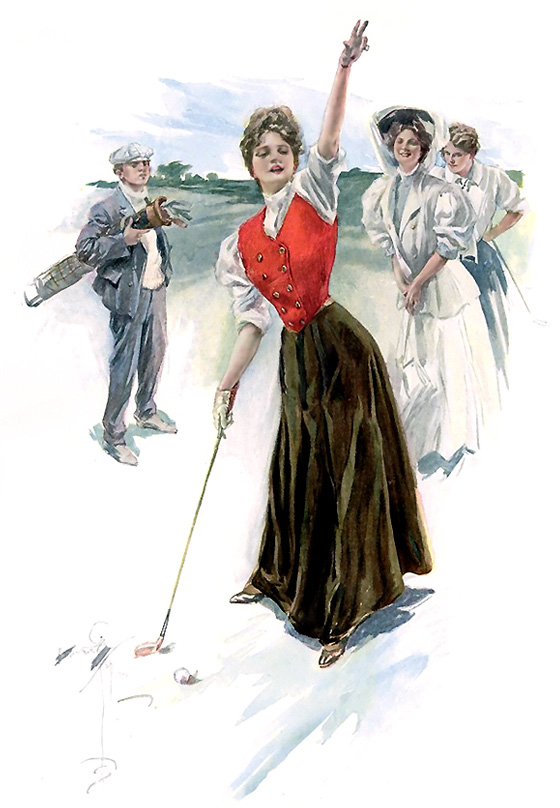
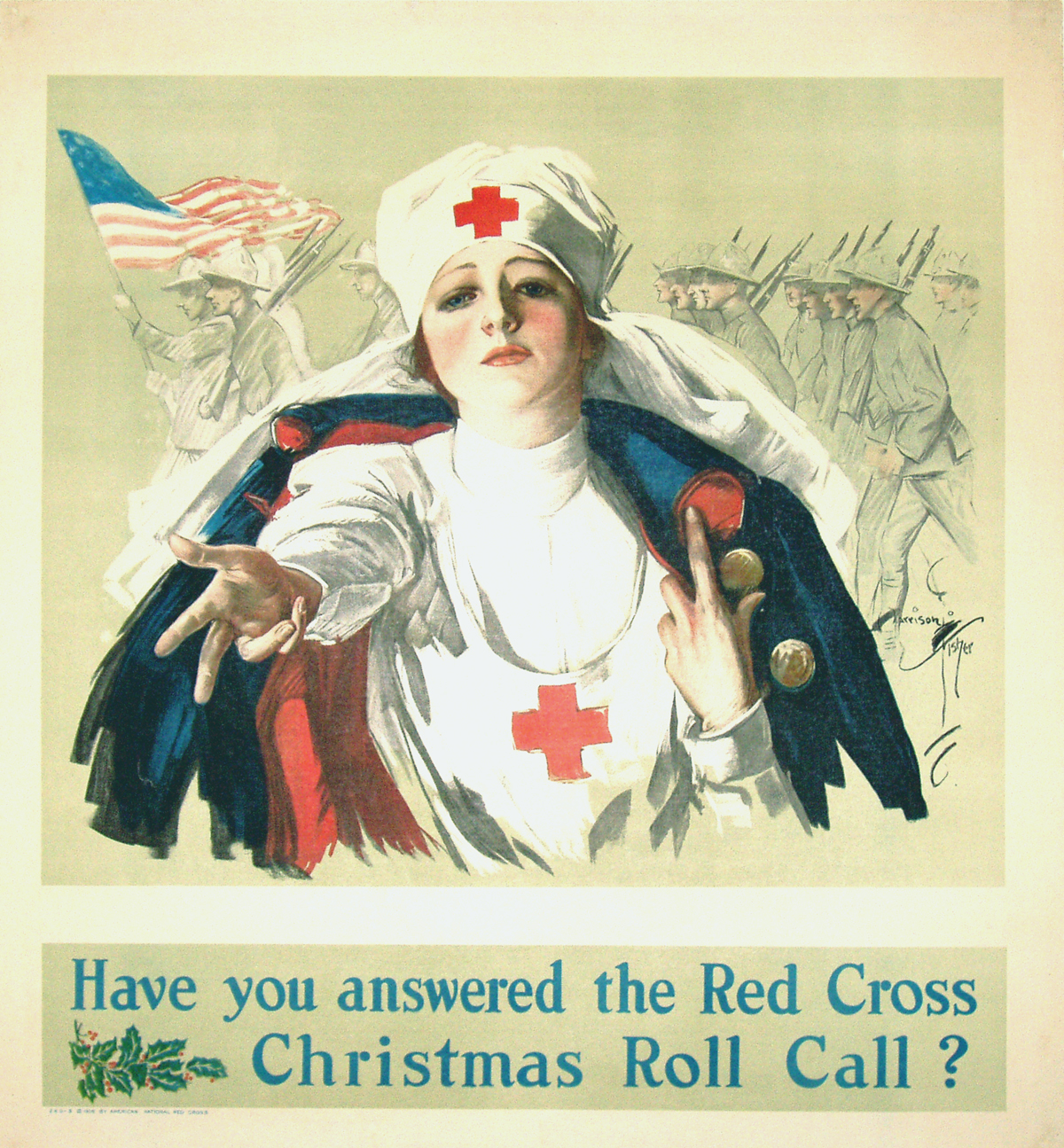